# Ricercar Consort
Il Ricercar Consort è un ensemble strumentale belga di musica classica del periodo antico e barocco.

## Storia
Il gruppo è stato fondato nel 1980, insieme alla etichetta discografica Ricercar del musicologo Jérôme Lejeune , dal violinista François Fernandez, dall'organista Bernard Foccroulle e dal gambista Philippe Pierlot .
Al consort strumentale si sono successivamente aggiunti, non solo interpreti vocali specialisti del repertorio barocco come i soprani Greta de Reyghere, Agnès Mellon, il controtenore Henri Ledroit, i tenori James Bowman e Guy de Mey e il basso Max van Egmond, ma anche Jean Tubéry, suonatore di cornetto.
Il repertorio iniziale era incentrato sulla musica del barocco tedesco e il gruppo è divenuto noto per la serie discografica Deutsche Barock Kantaten.

## Discografia parziale
Su etichetta Ricercar (gruppo Outhere):
- Deutsche Barock Kantaten vol. I: Franz Tunder, Dieterich Buxtehude, Heinrich Schütz, Johann Philipp Krieger, Christoph Bernhard, Johann Rudolf Ahle, Leopoldo I, con il controtenore Henri Ledroit (RIC 034008)
- Deutsche Barock Kantaten vol. II: Dietrich Buxtehude, con il tenore James Bowman (RIC 041016)
- Deutsche Barock Kantaten vol. III Cantatas for two sopranos: Franz Tunder, Johann Hermann Schein, Dietrich Buxtehude (RIC 046023)
- Deutsche Barock Kantaten vol. IV: Nikolaus Bruhns, con Greta De Reyghere, Feldmann, James Bowman, Guy De Mey, Max van Egmond (RIC 048035/36, 2CD)
- Deutsche Barock Kantaten vol. V Christmas cantatas: Andreas Hammerschmidt, Thomas Selle, Johann Herman Schein (RIC 060048)
- Deutsche Barock Kantaten vol. VI: Trauerkantaten/Funeral cantatas: Georg Philipp Telemann, Christian Ludwig Boxberg, Georg Riedel e Johann Sebastian Bach, con il basso Max van Egmond (RIC 079061)
- Deutsche Barock Kantaten vol. VII: Dieterich Buxtehude (RIC 094076)
- Deutsche Barock Kantaten vol. VIII Aus der Tiefe: Johann Sebastian Bach, Balduin Hoyoul, Lupus Hellinck, Leonard Lechner (RIC 193086-87, 2CD)
- Deutsche Barock Kantaten vol. IX: Matthias Weckmann (RIC 1090097/098, 2CD)
- Deutsche Barock Kantaten vol. X Cantate per basso: Franz Tunder, Heinrich Schütz, Thomas Selle, Johann Christoph Bach, con il basso Max van Egmond (RIC 206092)
- Deutsche Barock Kantaten vol. XI: Johann Sebastiani, St Matthew Passion (RIC 160144)
- Deutsche Barock Kantaten vol. XII: Heinrich Schütz, Die sieben Worte Jesu Christi am Kreuz SWV 478; Historia der Auferstehung Jesu Christi SWV 50, con Agnes Mellon, Steve Dugardin, Mark Padmore, Paul Agnew, Stéphane van Dijck, Job Boswinkel (RIC 206412)
- Deutsche Barock Kantaten vol. XIII: Samuel Scheidt, Prima Pars Concertuum Sacrorum, con l'ensemble La Fenice, dir. Jean Tubéry (RIC 206882)
- Motetti ed Arie a basso solo : Giovanni Battista Brevi, Giovanni Battista Bassani, Francesca Caccini, Maurizio Cazzati, Benedetto Marcello, con il basso Max van Egmond
- 1999 - Michael Praetorius, Terpsichore Musarum, con l'ensemble La Fenice
- 2002 - Henry Du Mont, Grands Motets, con Carlos Mena, Arnaud Marzorati, Stephan MacLeod
- 2007 - Henry Purcell, Sonatas of III Parts; Sonatas in IV Parts
- 2007 - Alfonso Ferrabosco il giovane e William Byrd, Consort Music, con James Bowman, Suzan Hamilton (2CD)
- 2008 - Georg Philipp Telemann, Les Plaisirs de la table. Tafelmusik

Su etichetta Mirare:
- 2004 - De Aeternitate, cantate di Johann Christoph Bach, Johann Michael Bach, Christoph Bernhard, Johann Caspar Ferdinand Fischer, Christian Geist, Nikolaus Hasse, Melchior Hoffmann, Johann Adam Reincken, Christian Spahn, con il controtenore Carlos Mena
- 2005 - Johann Sebastian Bach, Actus Tragicus, con Carlos Mena, Katherine Fuge, Jan Kobow
- 2005 - Giovanni Battista Pergolesi, Stabat Mater, con Carlos Mena, Nuria Rial
- 2006 - Antonio Vivaldi, Stabat Mater, con Carlos Mena, François Fernandez, Marc Hantai
- 2007 - Johann Sebastian Bach, Tombeau de Sa Majesté la Reine de Pologne, con Carlos Mena, Jan Kobow, Stephan MacLeod, Francis Jacob, Katherine Fuge
- 2008 - Stabat Mater, musiche di Giovanni Felice Sances, Antonio Bertali e Johann Heinrich Schmelzer, con Carlos Mena
- 2009 - De Profundis, cantate per basso di Nicolaus Bruhns, Dietrich Becker, Franz Tunder e Dietrich Buxtehude, con Stephan MacLeod
- 2009 - Johann Sebastian Bach, Aus der Tieffen, con Carlos Mena, Katharine Fuge, Hans-Jörg Mammel, Stephan MacLeod
- 2010 - Johann Sebastian Bach, Magnificat, con Carlos Mena, Anna Zander, Hans-Jörg Mammel, Stephan MacLeod, Francis Jacob
- 2010 - Nicolaus Bruhns, Das Kantatenwerk
- 2011 - Johann Sebastian Bach, Johannes-Passion